# Tumnin
Tumnin (rusky Тумнин) je řeka v Chabarovském kraji v Rusku. Je dlouhá 364 km. Plocha povodí měří 22 400 km².

## Průběh toku
Pramení v pohoří Sichote Aliň. Ústí do Tatarského průlivu na severozápadě Japonského moře.

## Vodní režim
Zdrojem vody jsou převážně dešťové srážky. V létě dochází ke 3 až 4 povodním, které zvedají hladinu. Průměrný roční průtok vody činí 252 m³/s. Zamrzá v listopadu a rozmrzá na konci dubna až na začátku v května.

## Využití
Vodní doprava je možná na dolním toku. Voda zásobuje domácnosti i průmysl. Údolím řeky na dolním toku vede železniční trať Komsomolsk na Amuru – Sovětskaja Gavaň.